# Lepidasthenia platylepsis
Lepidasthenia platylepsis är en ringmaskart som beskrevs av Knox 1960. Lepidasthenia platylepsis ingår i släktet Lepidasthenia och familjen Polynoidae.
Artens utbredningsområde är havet kring Nya Zeeland. Inga underarter finns listade i Catalogue of Life.